# NGC 4541
NGC 4541 (другие обозначения — UGC 7749, MCG 0-32-24, ZWG 14.71, IRAS12326+0003, PGC 41911) — галактика в созвездии Дева.
Этот объект входит в число перечисленных в оригинальной редакции «Нового общего каталога».
В галактике произошёл взрыв сверхновой SN 2007gq.